# CHESS magazine
CHESS magazine (ISSN 0964-6221), també anomenada CHESS i encara prèviament anomenada CHESS Monthly, és una revista d'escacs britànica, en anglès, publicada amb periodicitat mensual per Chess and Bridge Limited.
CHESS fou fundada per Baruch Harold Wood el 1935 a Sutton Coldfield. Wood la va editar fins al 1988, quan se'n va fer càrrec Pergamon Press i li va canviar el nom a Pergamon Chess. Va tornar a canviar de nom a Macmillan Chess el 1989 i a Maxwell Macmillan Chess Monthly el 1991.

## Equip
- John Saunders (Editor)
- Jimmy Adams (Editor)
- Mestre Internacional (MI) Malcolm Pein (Editor executiu)
- Hi contribueixen habitualment: Gran Mestre (GM) Jacob Aagaard, GM Danny King, MI Andrew Greet, MI Richard Palliser, MI Yochanan Afek, Amatzia Avni, Chris Ravilious i Gareth Williams.